# پرچم لمباردی
پرچم لمباردی یکی از نمادهای رسمی ناحیه لمباردی ایتالیا است. این پرچم کنونی به‌طور رسمی در تاریخ ۴ فوریه ۲۰۱۹ پذیرفته شد، گرچه این پرچم در تاریخ ۱۲ ژوئن ۱۹۷۵ به‌طور عملی مورد استفاده واقع گردیده‌است.

## نمادگرایی
پرچم میدانی سبز رنگ است که نشان دهنده دره پو است و رز کامونی (نماد ناحیه برگرفته از نقاشی ماقبل تاریخ از طرف کامونی باستانی) به رنگ سفید می‌باشد که در مرکز آن، آن نیز نشان دهنده نور می‌باشد.